# Party Time?
Albums de Kurtis Blow
Tough
(1982) The Best Rapper on the Scene
(1983)
Party Time? est un EP de Kurtis Blow, sorti en 1983.
L'album s'est classé 36e au Top R&B/Hip-Hop Albums.

## Liste des titres
| 1. | Tough | 5:50 |
| 2. | Juice | 6:15 |

| 1. | Daydreamin'           | 4:25 |
| 2. | Boogie Blues          | 5:26 |
| 3. | Baby You've Got to Go | 3:12 |